# Коефіцієнти повноти (суднобудування)

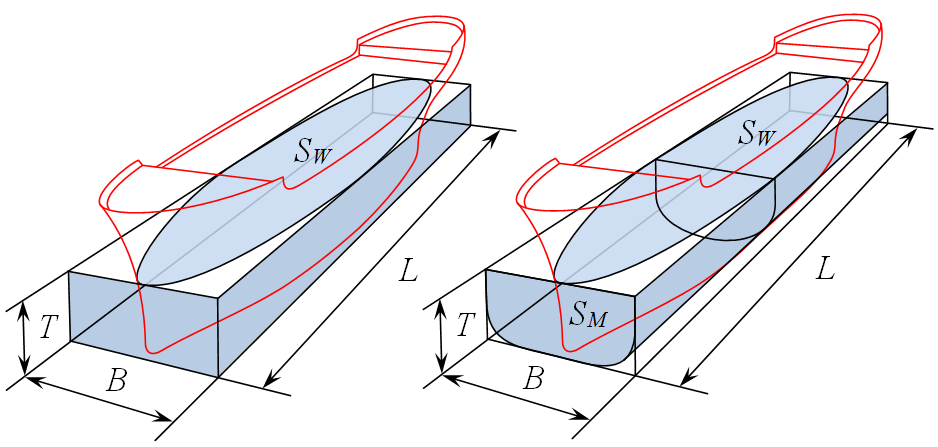
Розрахункова схема для визначення коефіцієнтів повноти

Коефіцієнти повноти — чисельні показники, що характеризують повноту обводів судна. Розрізняють чотири коефіцієнти повноти:
- α — коефіцієнт повноти конструктивної ватерлінії, відношення площі ватерлінії до площі описаного прямокутника;
- β — коефіцієнт повноти підводної частини мідель-шпангоута, відношення площі підводної частини мідель-шпангоута до площі описаного прямокутника;
- δ — коефіцієнт загальної повноти, відношення водотоннажності до об'єму описаного паралелепіпеда.
- φ — коефіцієнт поздовжньої повноти, відношення водотоннажності до об'єму прямого циліндра, основою якого є підводна частина мідель-шпангоута.

Коефіцієнти повноти завжди належать діапазону 0…1. Кожен клас кораблів має характерні значення коефіцієнтів повноти. Що більші коефіцієнти повноти, то повнішеі обводи судна і, навпаки, що вони менші, то обводи витягнуті й загострені. Більш повні обводи означають більшу вантажність, але меншу швидкість ходу, порівняно зі суднами, що мають менші значення коефіцієнтів повноти.
Коефіцієнти повноти визначають такими співвідношеннями:
{\displaystyle \alpha ={\frac {S_{W}}{L\cdot B}};}
{\displaystyle \beta ={\frac {S_{M}}{B\cdot T}};}
{\displaystyle \delta ={\frac {V}{L\cdot B\cdot T}};}
{\displaystyle \varphi ={\frac {V}{L\cdot S_{M}}}={\frac {\delta }{\beta }},}
де
{\displaystyle V} — водотоннажність;
{\displaystyle S_{W}} — площа горизонтальної проєкції корпусу за ватерлінією;
{\displaystyle S_{M}} — площа підводної частини мідель-шпангоута;
{\displaystyle L} — довжина судна за ватерлінією;
{\displaystyle B} — ширина судна за ватерлінією;
{\displaystyle T} — середня осадка судна.
Типові коефіцієнти повноти різних класів суден
| Класи кораблів та суден   | α         | β          | δ         |
| ------------------------- | --------- | ---------- | --------- |
| Лінкори                   | 0,70-0,77 | 0,90-0,96  | 0,57-0,63 |
| Крейсери                  | 0,69-0,72 | 0,86-0,89  | 0,45-0,65 |
| Есмінці                   | 0,70-0,73 | 0,76-0,86  | 0,40-0,54 |
| Лайнери                   | 0,75-0,82 | 0,95-0,96  | 0,57-0,71 |
| Морські пасажирські судна | 0,70-0,80 | 0,85-0,96  | 0,45-0,65 |
| Великі вантажні судна     | 0,80-0,85 | 0,95-0,98  | 0,70-0,78 |
| Середні вантажні судна    | 0,82-0,86 | 0,96-0,98  | 0,70-0,78 |
| Криголами                 | 0,75-0,77 | 0,80-0,83  | 0,46-0,52 |
| Великі вітрильні судна    | 0,70-0,83 | 0,70-0,94  | 0,42-0,47 |
| Річкові пасажирські судна | 0,78-0,87 | 0,98-0,998 | 0,70-0,89 |